# Scopula flaccidaria
Scopula flaccidaria är en fjärilsart som beskrevs av Philipp Christoph Zeller 1852. Scopula flaccidaria ingår i släktet Scopula och familjen mätare. Inga underarter finns listade.
Dess vingspann är 19 till 23 millimeter.